# Epactoides pauliani
Epactoides pauliani är en skalbaggsart som beskrevs av Lebis 1953. Epactoides pauliani ingår i släktet Epactoides och familjen bladhorningar. Inga underarter finns listade i Catalogue of Life.